# 苏军驻德集群

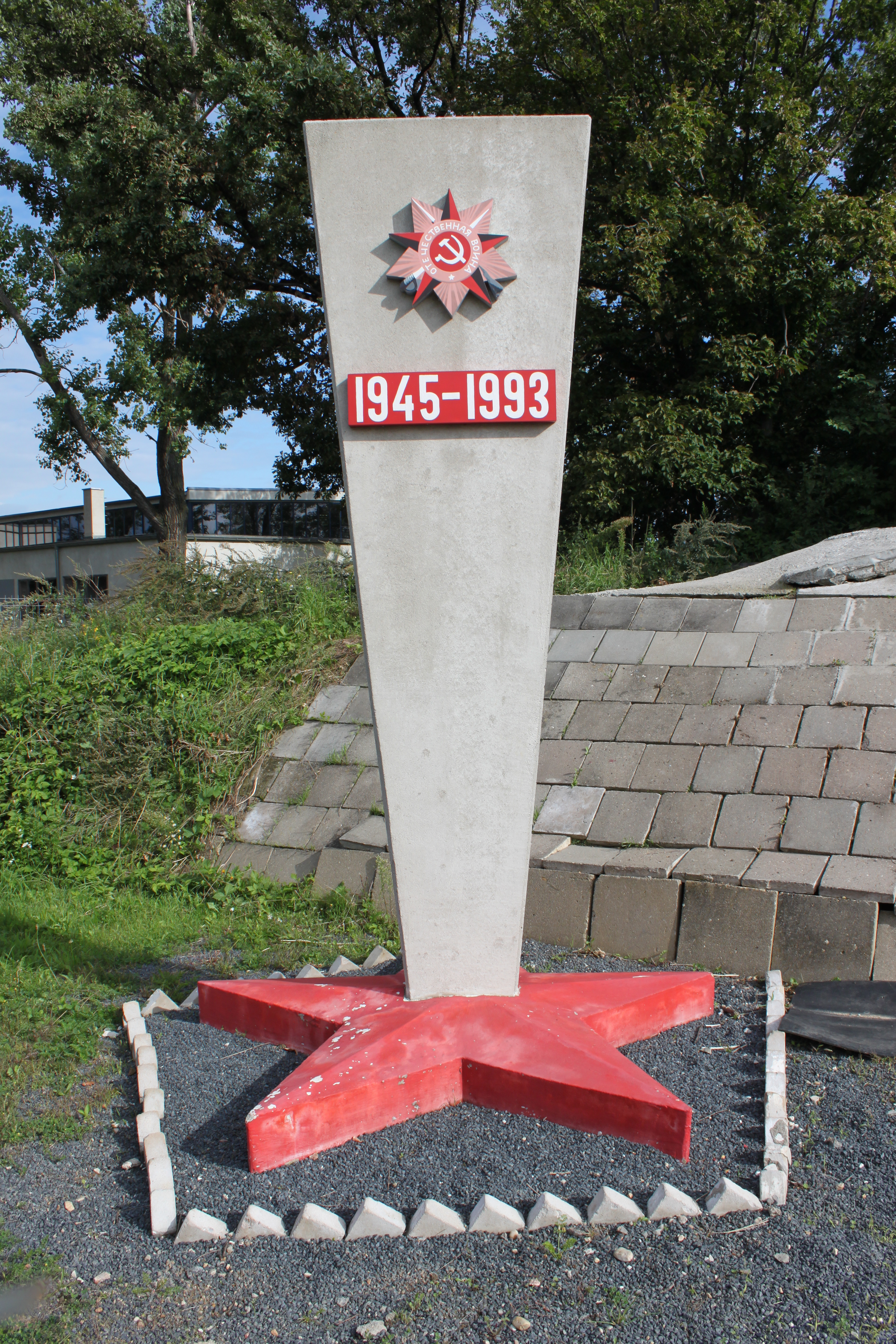
格罗森海恩机场的纪念碑

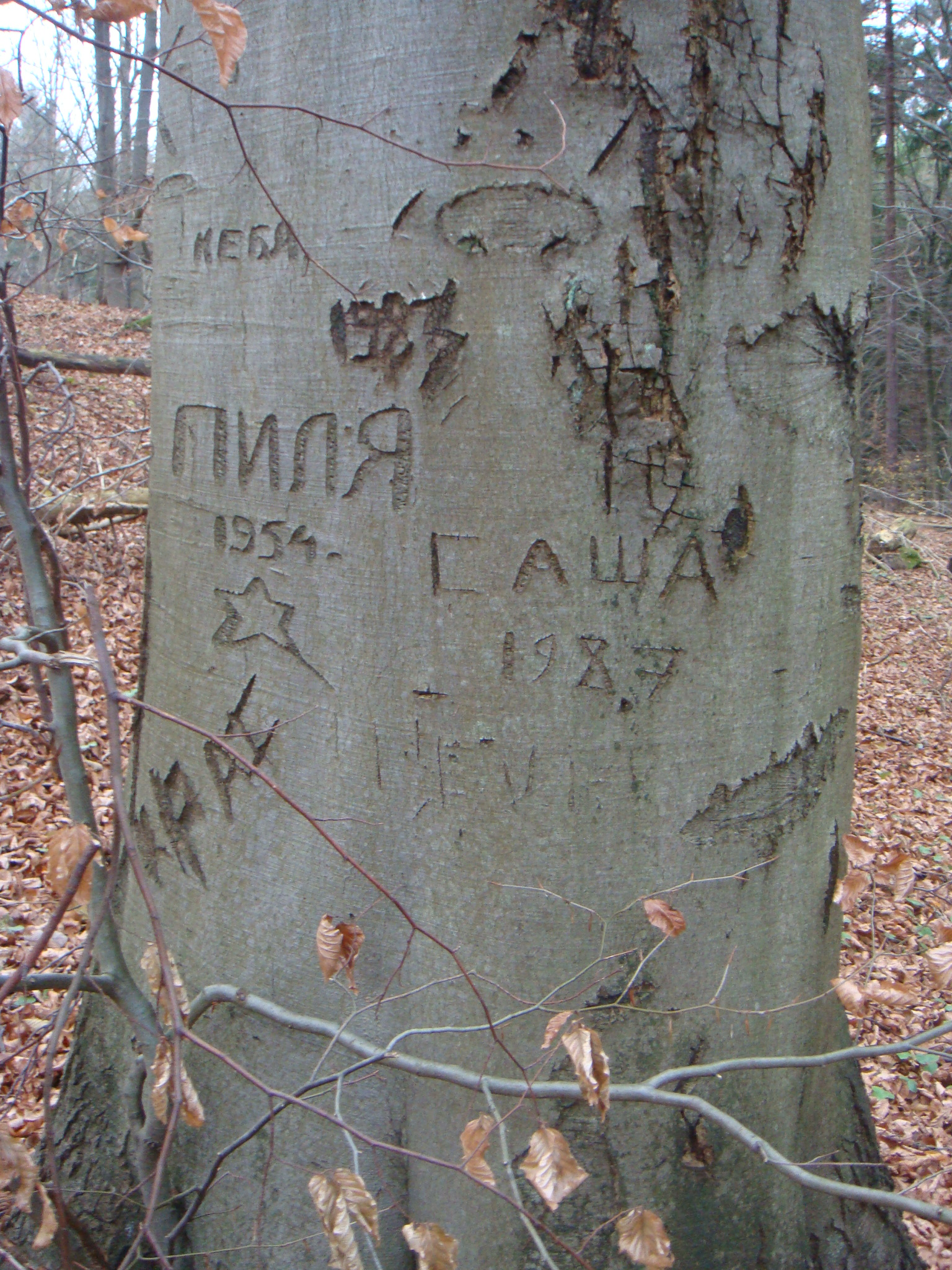
德國耶拿附近森林裡的一棵樹上刻著蘇聯紅軍士兵的名字，日期為1954年至1987年

苏军驻德集群（俄语：Группа советских войск в Германии，ГСВГ，GSVG，GSSD）为驻东德的苏军部队在1949-1989年的名称。在1945-1949年的名称为“苏联驻德国占领区集群”，简称“苏军驻德集群”，1991-1994年的名称为“西方集群”（俄语：Западная группа войск，转写：Sapadnaja gruppa wojsk，缩写：WGT）。驻德集群的指挥部位于东德的措森。
从1945年到1989年，苏联军队在东德驻扎有军事部队，以抵抗北约的军事威胁。苏联解体及兩德统一后，俄羅斯聯邦武裝力量仍在原东德领土驻扎到1994年。
东德国家人民军的2个集团军在战时也将归苏军驻德集群指挥。在战时苏军驻德集群会转变为2个目标分别为西德北翼和南翼的方面军。

## 历史
苏联驻德集群由第二次世界大战结束后的白俄罗斯第一方面军和白俄罗斯第二方面军构成，正式成立于1945年7月9日。
在漫长的冷战时期，驻德集群始终为齐装满员，装备和训练也是最好的。它们位于苏军向西进攻计划的第一梯队。

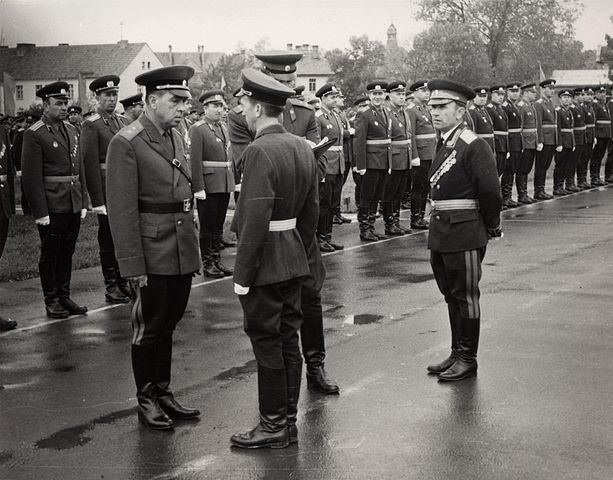
1968年，駐紮於東德的蘇聯陸軍第39近衛機動步兵師（39-я гвардейская стрелковая дивизия）

苏军驻德集群的单位参与了1968年针对捷克斯洛伐克的入侵行动。
1989年，作为戈尔巴乔夫经济改革的一部分，苏联驻德集群转变为防御力量的部队，坦克部队于1989年撤出德国，并在1989年6月1日更名为西方集群。
1990年9月12日，东德、西德、美国、苏联、英国、法国六国在莫斯科签署了最终解决德国问题条约，在该条约中苏联承诺将在1994年底前将苏联驻德军队全部撤出。
1991年苏联解体后，俄罗斯联邦军接管西方集群并继续驻扎在原东德地区。

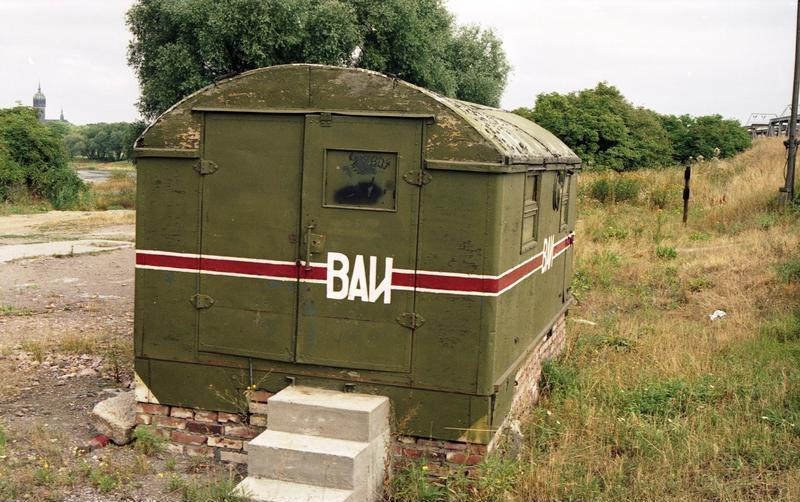
1991年，在德國威登堡一處公路旁的的蘇軍憲兵（ВАИ）哨所

1994年8月31日，西方集群於柏林舉行鳴金收兵儀式，至此俄軍全部撤出德国领土，返回俄罗斯后西方集群随即解散。

## 战斗序列
从60年代开始苏军驻德集群的兵力稳定为6个集团军20个摩步师和坦克师构成，具体布置如下。
1979年驻德集群各师：
- 炮兵第34师
- 近卫坦克第2集团军
  - 近卫坦克第16师
  - 近卫摩步第94师
  - 摩步第21师
  - 摩步第207师
- 第3集团军
  - 近卫坦克第10师
  - 近卫坦克第12师
  - 近卫坦克第47师
- 近卫第18集团军
  - 近卫坦克第6师
  - 近卫坦克第7师
  - 近卫摩步第14师
- 近卫第20集团军
  - 坦克第25师
  - 近卫摩步第6师
  - 摩步第35师
- 近卫坦克第1集团军
  - 坦克第9师
  - 近卫坦克第11师
  - 近卫摩步第20师
- 近卫第8集团军
  - 近卫摩步第27师
  - 近卫摩步第39师
  - 近卫摩步第57师
  - 近卫坦克第79师

1979年末近卫第18集团军指挥部和其下属的其中近卫坦克第6师和部分独立旅、团撤出东德移防白俄罗斯，下属另两个师分属其他集团军。1982年近卫摩步第14师改近卫坦克第32师，近卫摩步第6师与北方集群近卫坦克第90师交换番号，之后的驻德集群由5个集团军（近卫坦克第1集团军、近卫坦克第2集团军、近卫第8集团军、近卫第20集团军和第3集团军）的8个摩步师、11个坦克师和1个方面军直属（第34）炮兵师构成，他们面对的则是北约北方集团军群和北约中央集团军群的8个军的力量。
到80年代末，苏军驻德集群作战单位的战斗序列如下：
荣获列宁勋章的近卫第8集团军 魏玛-努赫拉，东德
- 荣获列宁勋章，苏沃洛夫勋章和波格丹·赫梅利尼茨基勋章的近卫红旗扎波罗热坦克第79师 - 耶拿
- 荣获波格丹·赫梅利尼茨基勋章的近卫红旗鄂木斯克-新布格摩托化步兵第27师 - 哈勒
- 荣获列宁勋章、两枚红旗勋章、苏沃洛夫勋章和波格丹·赫梅利尼茨基勋章的近卫红旗巴尔文科沃摩托化步兵第39师 - 奥德鲁夫
- 荣获苏沃洛夫勋章和波格丹·赫梅利尼茨基勋章的近卫新布格摩托化步兵第57师 - 瑙姆堡
- 第119近卫坦克团 - 普劳恩
- 第336独立直升机团 - 魏玛-努赫拉
- 第486独立直升机团 - 阿特斯-朗格
- 第390近卫炮兵旅 - 奥滕贝格
- 第11地地导弹旅 - 威森菲尔斯
- 第943独立反坦克营 - 奥滕贝格
- 第325战斗工兵旅 - 魏玛
- 第65舟桥团 - 魏玛
- 第18地空导弹旅 - 阿姆斯塔德、迈宁根和萨尔菲尔德

近卫红旗坦克第1集团军 - 德累斯顿，东德
- 荣获苏沃洛夫勋章的红旗博布鲁伊斯克-柏林坦克第9师 -里扎
- 荣获苏沃洛夫勋章的近卫红旗喀尔巴阡-柏林坦克第11师 -德累斯顿
- 荣获苏沃洛夫勋章的近卫红旗喀尔巴阡-柏林摩托化步兵第20师 -格里马
- 第485独立直升机团 -布兰迪斯
- 第225独立直升机团 -奥滕施塔德
- 第6独立直升机中队 -克罗兹切
- 第308炮兵旅 -措森
- 荣获苏沃洛夫勋章和亚历山大·涅夫斯基勋章的近卫红旗新济布科夫战术火箭第181旅（Кохштадт）
- 战术火箭第432旅（Вурцен）
- 第443工兵旅
- 第35舟桥团 -维滕贝格
- 第53地空导弹旅 -奥滕贝格

红旗第3集团军 - 马格德堡，东德
- 荣获列宁勋章、两枚红旗勋章和苏沃洛夫勋章的近卫红旗基辅-柏林坦克第7师 -罗斯劳
- 荣获十月革命勋章、苏沃洛夫勋章和库图佐夫勋章的以苏联元帅马利诺夫斯基命名的近卫红旗乌拉尔-利沃夫志愿坦克第10师 -阿尔滕格拉伯
- 荣获列宁勋章和苏沃洛夫勋章的近卫红旗乌曼坦克第12师 -诺伊鲁
- 荣获波格丹·赫梅利尼茨基勋章的近卫红旗下第聂伯罗夫斯克坦克第47师 -希勒斯勒本
- 第296独立直升机团 -帕契姆
- 第385炮兵旅 -伯格
- 第36地地导弹旅 -奥滕格拉波夫
- 第323工兵旅
- 第36舟桥团 -达尔戈
- 第49近卫地空导弹旅
- 合3集空降强击营（番号不明）

近卫红旗坦克第2集团军 - 新布兰登堡，东德
- 荣获列宁勋章和苏沃洛夫勋章的近卫红旗乌曼坦克第16师 -施特雷利茨
- 荣获苏沃洛夫勋章的近卫兹韦尼戈罗德卡-柏林摩托化步兵第94师 -施维林
- 荣获苏沃洛夫勋章的红旗塔甘罗格摩托化步兵第21师 -佩列堡
- 荣获苏沃洛夫勋章的红旗波美拉尼亚摩托化步兵第207师 -斯滕道尔
- 第178独立直升机团 -斯滕道尔
- 第440独立直升机团 -达姆
- 第9独立直升机中队 - 新鲁滨
- 第290炮兵旅 -什维利赫
- 第112近卫地地导弹旅 -根茨罗德
- 第480工兵旅 -拉特诺
- 第69舟桥团 -拉特诺
- 第61地空导弹旅 -施塔特
- 第240独立保卫加强营 -菲尔斯滕贝格

近卫红旗第20集团军 -埃伯斯瓦尔德，东德
- 荣获苏沃洛夫勋章和库图佐夫勋章的近卫红旗波尔塔瓦坦克第32师 -犹特堡
- 红旗坦克第25师 -福格申
- 荣获列宁勋章和苏沃洛夫勋章的近卫红旗利沃夫坦克第90师 -博瑙
- 红旗克拉斯诺格勒摩托化步兵第35师 -多博里茨
- 荣获波格丹·赫梅利尼茨基勋章的近卫柏林独立摩托化步兵第6旅 -卡尔斯霍斯特
- 第118独立坦克团 -埃伯斯瓦尔德
- 第337独立直升机团 -马文克尔
- 第487独立直升机团 -普伦茨劳
- 第41独立直升机中队 -埃伯斯瓦尔德
- 第387近卫炮兵旅 - 阿尔特斯-拉格
- 近20集地地导弹旅（番号不明） -犹特堡
- 第479近卫工兵旅 -埃伯斯瓦尔德
- 第44舟桥团 -奥得河畔法兰克福
- 第67地空导弹旅 -埃尔斯塔尔
- 第154独立反坦克营 -阿尔特斯-拉格
- 第51侦察营 - 埃伯斯瓦尔德

西方集群直属：
- 第34炮兵师 - 波茨坦
  - 第286近卫炮兵旅
  - 第303近卫炮兵旅 -奥滕格拉波夫
  - 第307炮兵旅
  - 第288大威力火炮旅 -开姆尼茨
  - 第12反坦克旅（战时启用）
- 第307地地火箭旅（战时启用）  -开姆尼茨（北约资料称其隶属于第34炮兵师）
- 第43独立保卫加强团 -伍斯多夫
- 地地导弹旅（番号不明） -沃伦
- 第175地地导弹旅 -奥沙茨
- 地地导弹旅（番号不明） -耶拿
- 地地导弹旅（番号不明） -克尼格斯布吕克
- 地地导弹团（番号不明） -比绍夫斯韦达
- 地地导弹团（番号不明） -威森菲尔斯
- 地地导弹团（番号不明） -维库尔
- 第164地地导弹团 -德拉豪岑
- 第239独立近卫直升机团 -奥拉宁堡
- 第14空降强击旅 -科特布斯
- 第35空降强击旅 -拉文斯堡
- 第1近卫工兵旅 -布兰登堡
- 第252地空导弹旅 -格拉
- 第119地空导弹旅 -莱比锡
- 第202地空导弹旅 -马格德堡
- 第133近卫地空导弹旅 -奥特贝格
- 第157地空导弹旅 -普里梅尔维德
- 第481独立地空导弹团 -普里梅尔维德
- 第814独立地空导弹团 -雷哈根
- 地空导弹团（番号不明） -雷哈根
- 第3近卫特战旅 -费斯滕伯格
- 第27舟桥团 -维滕贝格
- 第7铁路/舟桥旅 -费斯滕伯格
- 第20独立火焰喷射器营 -施塔恩斯多夫

西方集群空军：前线航空兵第16集团军 - 措森，东德：
- 荣获苏沃洛夫勋章的近卫红旗顿河-赛格德歼击航空兵第6师 - 梅尔瑟堡
  - 荣获苏沃洛夫勋章的近卫红旗尼克波尔歼击航空兵第31团 - 法尔肯贝格 米格-23M
  - 歼击轰炸航空兵第296团 - 奥滕伯格 米格-27D/K
  - 荣获波格丹·赫梅利尼茨基勋章的近卫红旗塞瓦斯托波尔歼击航空兵第85团  - 梅尔瑟堡 米格-29
- 歼击航空兵第126师 - 泽布斯特
  - 歼击航空兵第35团 - 泽布斯特 米格-29
  - 歼击航空兵第833团 - 犹特堡 米格-23MLD
  - 荣获波格丹·赫梅利尼茨基勋章的近卫红旗斯大林格勒-维也纳歼击航空兵第73团 - 克滕 米格-29
- 歼击轰炸航空兵第105师 - 格洛森海因
  - 歼击轰炸航空兵第296团 - 布兰德特 米格-27D/K
  - 歼击轰炸航空兵第911团 - 格洛森海因 米格-27/27K
  - 歼击轰炸航空兵第559团 - 菲因斯特华德 米格-27K
- 近卫红旗斯维里河歼击航空兵第16师 - 达姆加尔滕
  - 歼击航空兵第33团 - 维特施托克 米格-29
  - 歼击航空兵第773团 - 达姆加尔滕 米格-23ML/MLD
  - 歼击航空兵第787团 - 菲诺 米格-23M/ML
- 第125歼击轰炸机师 - 雷希林
  - 近卫歼击轰炸航空兵第19团 - 拉尔兹 米格-27D/K/M
  - 近卫歼击轰炸航空兵第20团 - 登布林 蘇-17M3/4
  - 歼击轰炸航空兵第730团 - 新鲁滨 苏-17M3/M4
- 荣获库图佐夫勋章的红旗维捷布斯克独立侦察航空兵第11团 - 维滕堡 苏-24MR/MP
- 独立侦察航空兵第294团  - Allstedt 蘇-17M3R
- 荣获苏沃洛夫勋章和库图佐夫勋章的红旗布拉格独立侦察航空兵第931团  - 斯登道尔 米格-25RB/RU/BM
- 独立混成航空兵第226团 - 施普伦贝格
- 独立强击航空兵第357团 - 布兰迪斯
- 独立强击航空兵第368团 - 代明